# Chen Yang (Leichtathletin)
Chen Yang (chinesisch 陈扬, Pinyin Chen Yang; * 10. Juli 1991 in Hebei) ist eine chinesische Diskuswerferin.

## Sportliche Laufbahn
2016 verbesserte Chen Yang bei den Halle'schen Werfertagen ihre Bestleistung auf 63,61 m und qualifizierte sich damit für die Olympischen Spiele in Rio de Janeiro, bei denen sie im Finale mit 63,11 m den siebten Platz belegte. Ein Jahr später kürte sie sich bei den Asienmeisterschaften in Bhubaneswar mit 60,41 m zur Kontintentalmeisterin und erhielt damit ein Freilos für die Weltmeisterschaften in London, bei denen sie im Finale mit 61,28 m den zehnten Platz belegte. 2018 nahm sie zum ersten Mal an den Asienspielen in Jakarta teil und gewann dort mit 65,12 m die Goldmedaille vor ihrer Landsfrau Feng Bin und der Inderin Seema Antil. Im Jahr darauf sicherte sie sich bei den Asienmeisterschaften in Doha mit einem Wurf auf 61,87 m die Silbermedaille hinter ihrer Landsfrau Feng. Damit qualifizierte sie sich erneut für die Weltmeisterschaften ebendort im Oktober, bei denen sie mit einer Weite von 63,38 m im Finale den vierten Platz belegte.